# 青春1000日
《青春1000日》（英語：The Pure and the Evil）是一部1982年由敬海林執導香港電影。其中劉永（黎燕珊前配偶）和戴良純是當時夫妻的，也是主要主演，而已故陳佩茜也是其中主演。此外，友情演出的劉少君、煒烈等演員是當時麗的電視藝員。

## 劇情
本片敍述由凌玫瑰，（陳佩茜飾）和方素美（戴良純飾） 為一對主要感情要好的同窗。方素美出身於大富之家，受到父母愛惜。而凌玫瑰自小失去父母的愛，當跟隨姊姊（貝如花飾）舞女扶成。多年後，方素美邂逅手術醫生劉啟明（劉永飾），而凌玫瑰則在妓院認識大衛（劉少君飾），預備計劃結婚，但不果。而凌玫瑰開始轉為模特兒而扶上選美，後來由於揭發偽造文件而取消。而方素美便迎娶了劉啟明。但凌玫瑰同時愛上劉啟明，凌玫瑰後來在宴會上遭另一人用腐蝕液體淋身上，其後放火。而劉啟明和方素美帶來悲傷，自此改写了他们三人的一生。

## 主要演員
| 角色       | 演員   |
| 凌玫塊     | 陳佩茜 |
| 劉啟明     | 劉永   |
| 方素美     | 戴良純 |
| 大衛       | 劉少君 |
| 袁公子     | 黃植森 |
|            | 韋烈   |
| 凌玫塊姊姊 | 貝如花 |
|            | 王小明 |
|            | 黃曼   |
| 本人       | 簡而清 |
| 管家       | 陳劍雲 |
|            | 李銓勝 |
|            | 黃德明 |
| 林夫人     | 楚湘雲 |

## 製作
該片由邵氏兄弟（香港）有限公司，於1981年12月初進行拍攝至1982年1月初止。

## 音樂
主題曲：《青春1000日》（主唱：露雲娜、填詞：麥偉珍、作曲：聶安達）。

## 外部連結
- 互联网电影数据库（IMDb）上《青春1000日》的资料（英文）